# Gösta Jägersten
Karl Gustav (Gösta) Magnus Jägersten, född 3 december 1903 i Öglunda församling, Skaraborgs län, död 27 februari 1993 i Uppsala domkyrkoförsamling, var en svensk zoolog.
Jägersten disputerade 1935 vid Uppsala universitet. Han var professor i zoologi vid Stockholms högskola 1945–1947 och i zoologi, särskilt jämförande anatomi och histologi, vid Uppsala universitet 1947–1969. Jägersten blev 1948 ledamot av Vetenskapssocieteten i Uppsala och 1958 ledamot av Vetenskapsakademien. Han vilar i minneslund på Hammarby kyrkogård
i Uppsala.